# Яхсат 1А
Яхсат 1A (англ. Yahsat 1A) — коммерческий геостационарный телекоммуникационный спутник военного и гражданского назначения, принадлежащий спутниковому оператору Яхсат (Al Yah Satellite Communications Company) (ОАЭ).
Система из двух спутников Яхсат 1А и Яхсат 1Б будет обслуживать как государственных, так и коммерческих пользователей на Ближнем Востоке, в Африке, Европе и Юго-Западной Азии в виде различных приложений спутниковой связи, таких как телевидение высокой чёткости или услуги широкополосного доступа.

## История проекта
Компания Al Yah Satellite Communications Company (Yahsat) — филиал государственной компании Mubadala Development Company (ОАЭ), подписала в августе 2007 года соглашение с европейским консорциумом, включающим EADS Astrium и Thales Alenia Space, на производство системы из двух спутников связи за US$1,66 миллиарда с запуском во второй половине 2010 года.

## Конструкция
Головным разработчиком космических аппаратов является компания Astrium и поэтому спутник основан на её платформе Eurostar 3000 со сроком активного существования более 15 лет. Стартовый вес спутника — 6000 кг. Для коррекции орбиты спутник оснащен российскими плазменными двигателями СПД-100. Мощность, передаваемая модулю полезной нагрузки, составляет 12 кВт. Кроме того, компания Astrium отвечает за наземный сегмент системы.
Компания Thales Alenia Space отвечает за разработку полезной нагрузки и обеспечивает выведение спутника на орбиту. КА «Яхсат 1А» имеет 14 транспондеров C-диапазона, 25 Ku-диапазона для гражданских нужд, а также 21 транспондер Ka-диапазона для обеспечения правительственной и военной связи.

## Запуск спутника
22 апреля 2011 года ракета-носитель Ariane-5ECA осуществила успешный запуск КА со стартовой площадки ELA-3 космодрома Куру. Запуск второго спутника осуществляет компания International Launch Services (ILS) с помощью РН Протон-М с разгонным блоком Бриз-М с площадки 200Л (ПУ № 39) космодрома Байконур.